# Toyota bZ4X
El Toyota bZ4X és un SUV crossover compacte elèctric amb bateria fabricat per Toyota. El vehicle va debutar l'abril de 2021 com a "Concepte bZ4X". És el primer vehicle que es basa en la plataforma e-TNGA desenvolupada conjuntament per Toyota i Subaru, i el primer model de la marca que forma part de la seva sèrie Toyota bZ ("més enllà de zero") de vehicles d'emissions zero.
Les vendes mundials del bZ4X començaran a mitjans de 2022, amb la producció prevista al Japó i la Xina. Les vendes als Estats Units també començaran el 2022. Toyota també ha declarat que hi haurà set models "bZ" que es llançaran a nivell mundial el 2025.
Segons Toyota, el significat de la placa d'identificació "bZ4X" es divideix en dos significats: "bZ", que representa la naturalesa d'un vehicle elèctric amb bateria en anar "més enllà de les emissions zero"; i "4X" que el descriu com un SUV crossover compacte, on el seu dígit numèric prové del RAV4 de mida equivalent.
El bZ4X s'utilitzarà com un dels cotxes VIP oficials per a la cimera del G20 2022 a Bali, Indonèsia, juntament amb el Hyundai Ioniq 5 i el Genesis Electrified G80.

## Visió general
El disseny del bZ4X es va veure prèviament amb imatges d'una sèrie de vehicles conceptuals elèctrics llançats per Toyota el juny de 2019. La companyia va destacar el pla de llançar sis vehicles elèctrics entre el 2020 i el 2025, mitjançant la plataforma e-TNGA. El vehicle també va ser previsualitzat per Subaru, que està desenvolupant el vehicle amb Toyota com a maqueta conceptual que mostra un disseny conceptual similar el gener de 2020.
El bZ4X Concept es va revelar el 19 d'abril de 2021 i es va presentar a Auto Shanghai el mateix dia. Tot i que es revela com un vehicle conceptual, semblava que el vehicle estava gairebé llest per a la producció. El bZ4X és de mida similar al RAV4, però es va situar més baix amb un estil més nítid i una distància entre eixos més llarga que coincideix amb la del Highlander més gran. El vehicle s'ha desenvolupat conjuntament amb Subaru, que va tenir entrada al sistema de tracció total del cotxe.

## Disseny
La mida total, en 4,690 mm (185 in) longitud total, és comparable a un RAV4 (XA50), però la distància entre eixos de 2,850 mm (112 in) és similar a la del Land Cruiser (J300), donant al bZ4X un gran espai interior. La plataforma e-TNGA va ser desenvolupada conjuntament per Toyota i Subaru, amb Toyota rebent crèdit per al desenvolupament de bateries i eAxle i Subaru per al control 4WD i la seguretat de col·lisions.

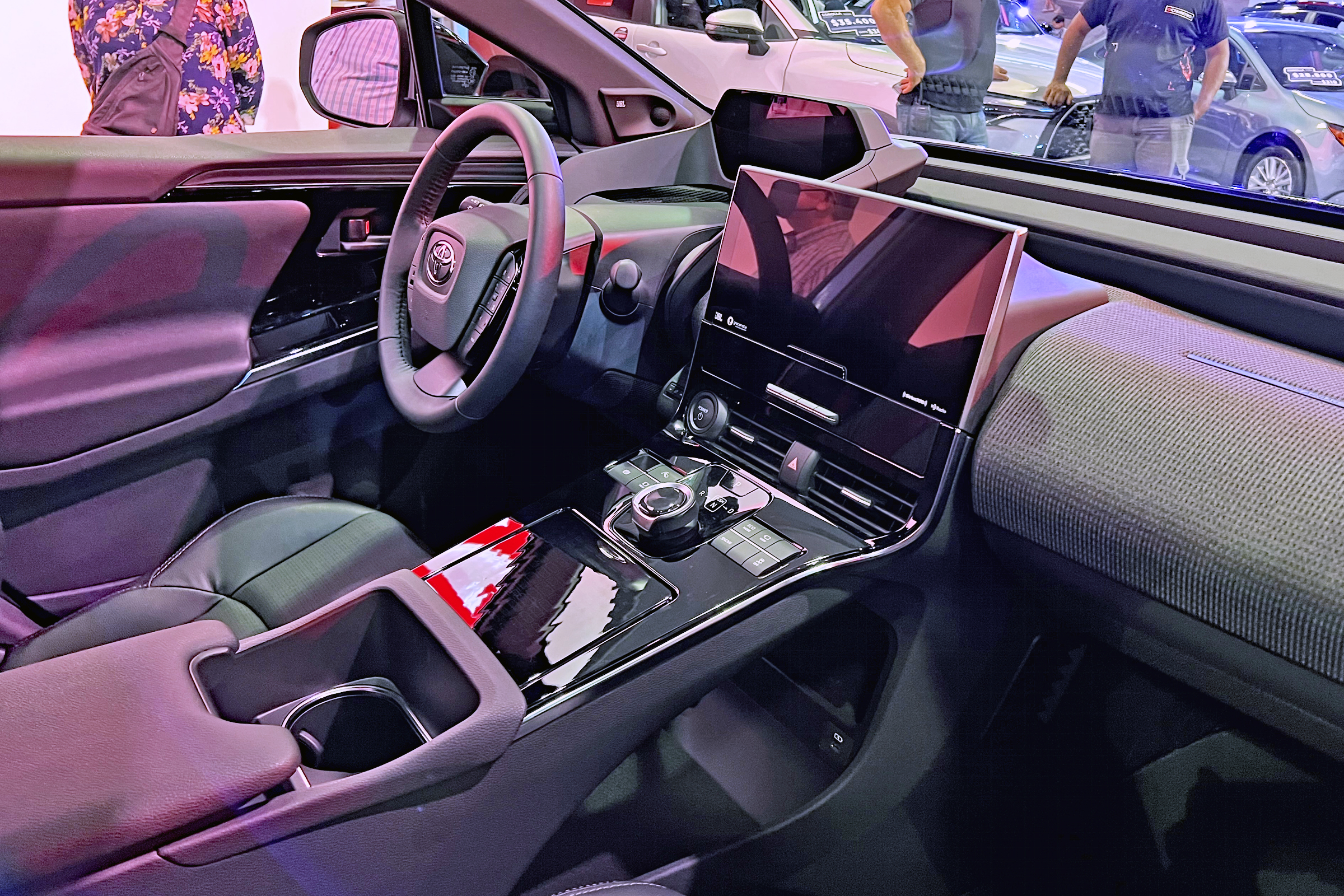
seient i tauler del conductor; el quadre d'instruments no té capó, la qual cosa millora la visibilitat cap endavant

Alguns models també adopten un sistema de direcció per cable. El sistema de direcció per cable es va desenvolupar per al mercat xinès i estarà disponible amb un jou en lloc d'un volant convencional. Combinat amb el quadre d'instruments baix, Toyota va afirmar que el jou proporciona un interior més obert.

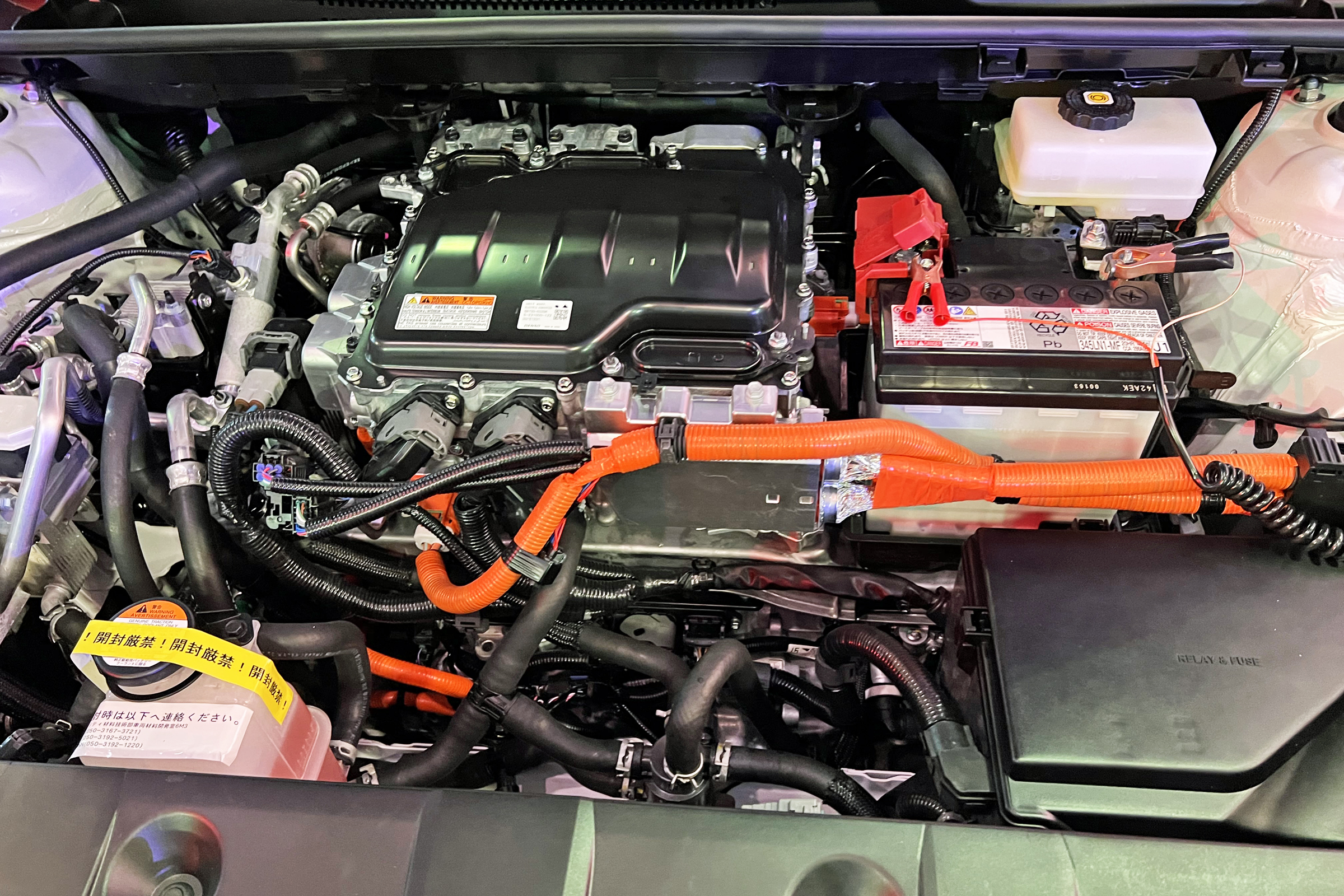
Equips sota el capó, inclòs l'inversor d'alimentació principal (centre), la bateria d'accessoris de 12 V i la caixa de fusibles

Es van detallar més especificacions a l'octubre de 2021. El model de tracció davantera d' un sol motor del mercat japonès funciona amb un 150 kW (201 hp; 204 PS) Motor 1XM amb un rang estimat de 500 km (311 mi) i 0–100 km/h (0–62 mph) temps en 8,4 segons, mentre que el model de motor dual (2× 1YM) té una combinació de 160 kW (215 hp; 218 PS) sortida amb un rang estimat de 460 km (286 mi) i 0–100 km/h (0–62 mph) temps en 7,7 segons. El motor, el transeix i l'inversor es combinen en una única unitat eAxle, amb eixos de transmissió d'igual longitud que s'estenen des del motor de tracció central. Als models AWD, el sistema "X-MODE" s'ha manllevat del Subaru Forester.
Tots dos models funcionen amb un 71.4 bateria, que és una 355 paquet de volts que accepta càrrega ràpida de CC a una velocitat màxima de 150 kW. L'ús d'un carregador ràpid pot carregar fins a un 80% de la capacitat en 30 minuts, i un sistema opcional de panells solars al terrat pot generar electricitat per conduir el vehicle durant almenys 1,800 km (1,100 mi) per any. Es calcula que la bateria conservarà el 90% de la seva capacitat original durant un període de deu anys. El cotxe pot actuar com a font d'alimentació de manera V2H o V2L.
| Model | Codi del xassís | Motor elèctric | Transmissió | Poder                   | Parell motor        | Interval (WLTC)         |
| ----- | --------------- | -------------- | ----------- | ----------------------- | ------------------- | ----------------------- |
| FWD   | XEAM10          | 1 × 1XM        | eAxle       | 150 kW (201 hp; 204 PS) | 266 N·m (196 lb·ft) | 567 km (352 mi)         |
| 4WD   | ANY15           | 2 × 1 YM       | eAxle       | 160 kW (215 hp; 218 PS) | 338 N·m (249 lb·ft) | 487–542 km (303–337 mi) |

## Mercats

### Amèrica del nord
El bZ4X de mercat nord-americà es va presentar al Saló de l'Automòbil de Los Angeles 2021, amb les seves especificacions també detallades en aquell moment, inclosa la seva data de venda fixada a mitjans de 2022, per a l'any model 2023. L'autonomia estimada per Toyota per al model XLE de tracció davantera és de fins a 400 km (250 milles). S'espera que els subministraments es vegin restringits per problemes de la cadena de subministrament; el bZ4X tindrà un preu de venda suggerit que oscil·larà entre US$42.000 (base, FWD) i US$48.780 ("Limitat", AWD) abans de la tarifa obligatòria de destinació/entrega de US$1.215.
En el moment del llançament, els compradors nord-americans compleixen els requisits per a la subvenció fiscal federal completa US$7.500 per comprar un vehicle elèctric; cada fabricant d'automòbils pot vendre fins a 200.000 cotxes que compleixin els requisits per al crèdit fiscal. Com que els vehicles híbrids endollables de Toyota també compleixen els requisits per al crèdit fiscal, es preveu que els crèdits s'esgotin poc després del llançament del bZ4X.

## Europa
Sota el cicle de conducció WLTP, el bZ4X de tracció davantera aconsegueix una autonomia de 516 km (321 mi) (14.3 kWh/100 km de consum) i la tracció integral bZ4X 470 km (290 mi) (15,8 kWh/100 km). S'espera que els lliuraments dels primers vehicles comencin a l'estiu de 2022.

## Subaru Solterra
La versió rebatejada del bZ4X la ven Subaru com a Subaru Solterra (スバル・ソルテラ, Subaru Sorutera), que el nom "Solterra" és encunyat a partir d'una combinació de la paraula "sol" i "terra". ", paraules llatines per al "sol" i la "terra" respectivament. Amb un redisseny exterior menor, utilitza la mateixa plataforma e-TNGA reanomenada a "e-Subaru Global Platform" (e-SGP). Està previst que el Solterra surti a la venda a mitjans del 2022 al Japó, els EUA, el Canadà, Europa i la Xina.

Al Japó, el Solterra s'ofereix als nivells de grau ET-SS (FWD i 4WD) i ET-HS (només 4WD). Està equipat de sèrie amb un sistema de seguretat activa comercialitzat com a "Subaru Safety Sense". A diferència del bZ4X al Japó, el Solterra està disponible per a la compra.

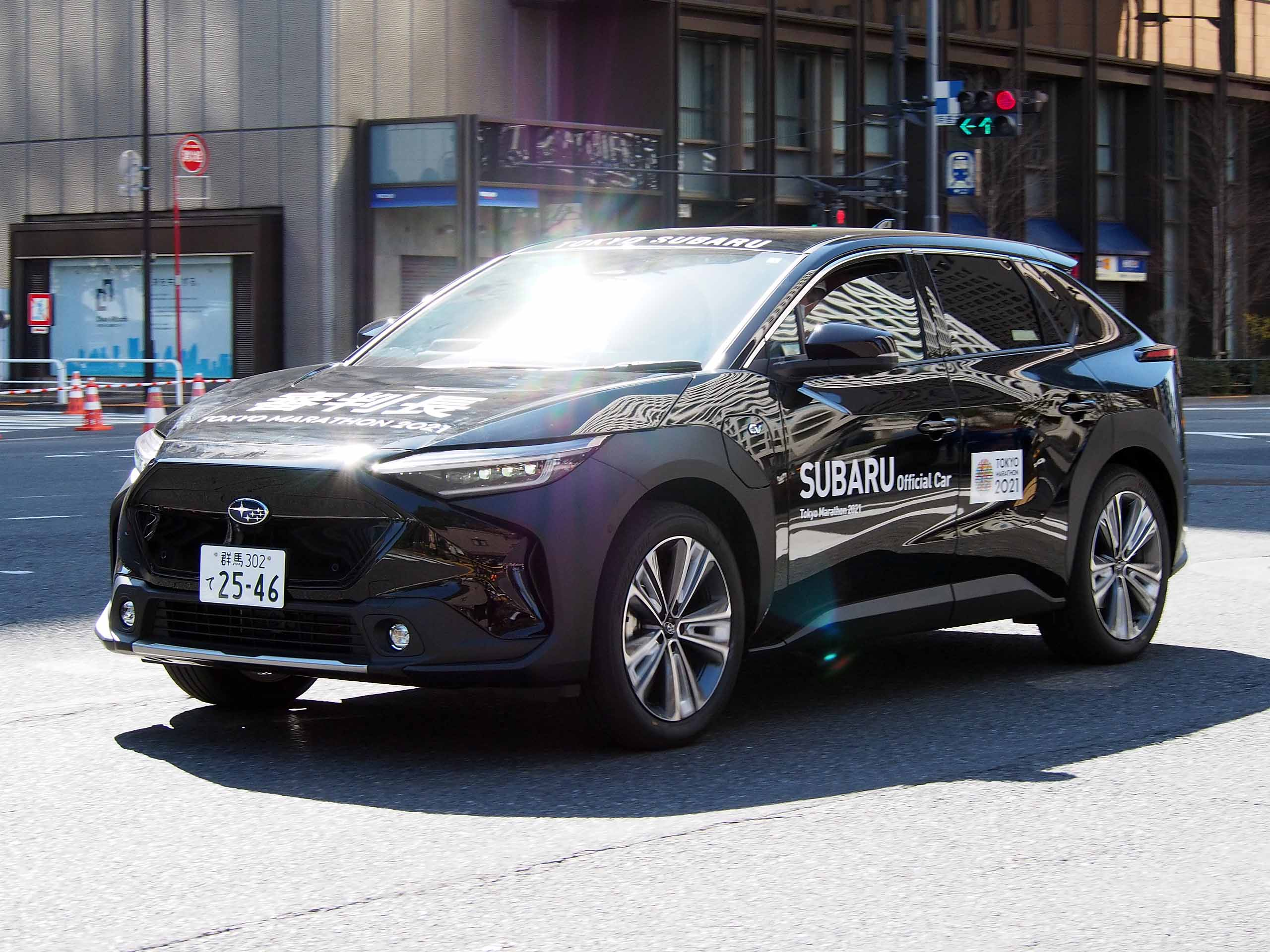
Subaru Solterra (Japó)
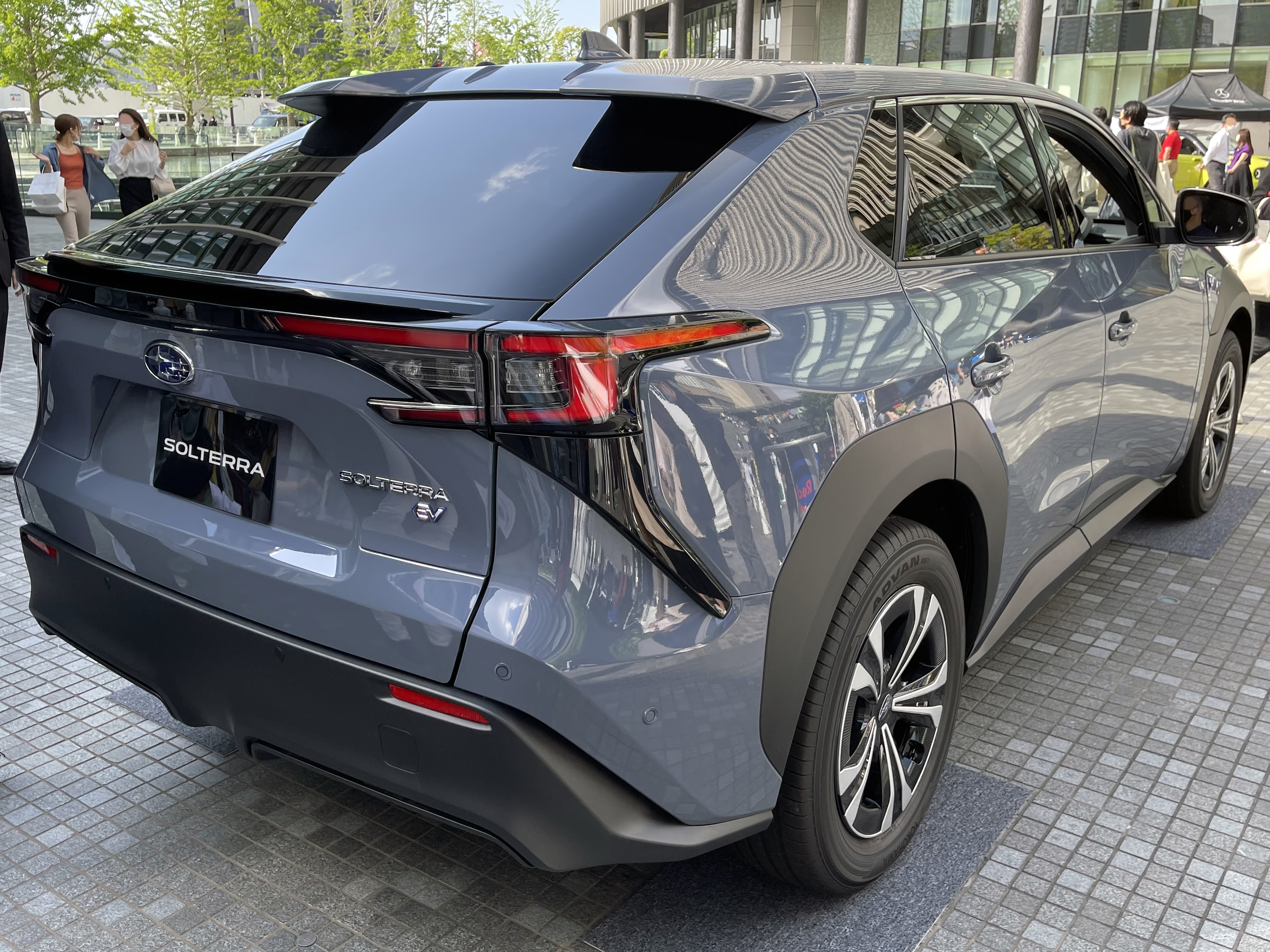
Vista del darrere